# Hee Amsterdam
Hee Amsterdam (Live in het Concertgebouw) is het vierde album uitgebracht door Drukwerk in 1984.
Het album stond in 1984 in Nederland 9 weken in de albumchart, met als hoogste resultaat nummer 20.

## Tracklist
| Track | Titel                                         | Tijdsduur | Componist(en)                                               |
| ----- | --------------------------------------------- | --------- | ----------------------------------------------------------- |
| 1.    | Wat dom                                       | 4:00      | Ton Coster en Harry Slinger                                 |
| 2.    | Lijn 10                                       | 4:00      | Hans van de Berg                                            |
| 3.    | Je loog tegen mij                             | 5:50      | Nico van Apeldoorn en Casper Peterson                       |
| 4.    | Pappa                                         | 3:30      | Harry Slinger                                               |
| 5.    | Moeder ik wil bij de revue                    | 6:12      | Wim Sonneveld en Hugo Verhage tekstschrijver: Harry Slinger |
| 6.    | Marianneke                                    | 4:25      | Hans van de Berg                                            |
| 7.    | Ik verveel me zo (A hard rain's a gonna fall) | 3:30      | Bob Dylan tekstschrijver: Harry Slinger                     |
| 8.    | Schijn 'n lichtje op mij (Midnight special)   | 4:45      | Traditioneel Tekstschrijver: Harry Slinger                  |
| 9.    | Niemand wint (I shall be released)            | 3:50      | Bob Dylan tekstschrijver: Harry Slinger                     |
| 10.   | Hee Amsterdam                                 | 5:00      | Nico van Apeldoorn en Casper Peterson                       |

### Hitnotering

#### NederlandseAlbum Top 100
| Hitnotering: 04-02-1984 t/m 31-03-1984 | Hitnotering: 04-02-1984 t/m 31-03-1984 | Hitnotering: 04-02-1984 t/m 31-03-1984 | Hitnotering: 04-02-1984 t/m 31-03-1984 | Hitnotering: 04-02-1984 t/m 31-03-1984 | Hitnotering: 04-02-1984 t/m 31-03-1984 | Hitnotering: 04-02-1984 t/m 31-03-1984 | Hitnotering: 04-02-1984 t/m 31-03-1984 | Hitnotering: 04-02-1984 t/m 31-03-1984 | Hitnotering: 04-02-1984 t/m 31-03-1984 | Hitnotering: 04-02-1984 t/m 31-03-1984 |
| Week:                                  | 1                                      | 2                                      | 3                                      | 4                                      | 5                                      | 6                                      | 7                                      | 8                                      | 9                                      |                                        |
| -------------------------------------- | -------------------------------------- | -------------------------------------- | -------------------------------------- | -------------------------------------- | -------------------------------------- | -------------------------------------- | -------------------------------------- | -------------------------------------- | -------------------------------------- | -------------------------------------- |
| Positie:                               | 48                                     | 30                                     | 25                                     | 21                                     | 20                                     | 24                                     | 31                                     | 45                                     | 47                                     | uit                                    |